# Brodețke, Katerînopil
Brodețke (în ucraineană Бродецьке) este o comună în raionul Katerînopil, regiunea Cerkasî, Ucraina, formată numai din satul de reședință.

## Demografie
Componența lingvistică a comunei Brodețke
     Ucraineană (98,65%)
     Rusă (1,16%)
     Alte limbi (0,19%)
Conform recensământului din 2001, majoritatea populației comunei Brodețke era vorbitoare de ucraineană (98,65%), existând în minoritate și vorbitori de rusă (1,16%).